# 253e régiment d'artillerie
Pour les articles homonymes, voir 253e régiment.
Le 53e régiment d'artillerie est une ancienne unité d'artillerie française, créée en 1917 pendant la Première Guerre mondiale et dissoute en 1919.

## Création et différentes dénominations
- 1917 : création
- 1919 : dissous

## Chef de corps
- avril - octobre 1917 : lieutenant-colonel d'Alayer[1]
- octobre 1917 - mai 1918 : colonel Wurtz[2]
- mai 1918 - janvier 1919 : lieutenant-colonel de la Rochère[3]
- janvier 1919 : chef d'escadron Vetsch[4]

## Historique
Le 253e régiment d'artillerie de campagne (253e RAC) est créé en avril 1917 à partir de deux groupes de canons de 75 hippomobiles du 53e régiment d’artillerie de campagne, à savoir le IIIe groupe et le IIIe groupe de sortie. Ces deux groupes formaient depuis l'artillerie de corps du 13e corps d'armée (AC/13).
En avril 1918, le 253e RAC devient 253e régiment d'artillerie de campagne porté (253e RACP), à trois groupes de canons de 75 portés. Il quitte l'AC/13 pour être placé en réserve générale d'artillerie.
En janvier 1919, le 253e RACP réduit à un seul groupe et revenu à son dépôt de Clermont-Ferrand fusionne avec le 271e RAC, également réduit à un seul groupe, pour reformer le 53e régiment d'artillerie de campagne porté,.

## Étendard

### Inscriptions
Il porte, cousues en lettres d'or dans ses plis, les inscriptions suivantes :
- Flandres 1918
- L'Oise 1918

### Décorations
Le régiment est titulaire de la Croix de guerre 1914-1918 avec deux citations à l'ordre de la division et une citation à l'ordre du corps d'armée. Il porte donc la fourragère aux couleurs de la Croix de guerre 1914-1918.